# Clinias de Tarente
Pour les articles homonymes, voir Clinias.
Clinias (en grec ancien Κλείνίας / Klínías) est un philosophe pythagoricien grec du IVe siècle av. J.-C. Originaire de Tarente, ami et contemporain de Platon, il fut recommandable tant par la régularité de sa vie que par la pureté de ses mœurs.

## Source
- Athénée, Deipnosophistes [détail des éditions] (lire en ligne), Livre XIV, 624 a.